# Kendal (huyện)
Kendal là một huyện (tiếng Indonesia: kabupaten) ở phần phía bắc của tỉnh Trung Java tại Indonesia, phía tây của Semarang. Huyện lị là thành phố Kendal. Huyện Kendal có diện tích 1.002,23 km², dân số năm 2004 là 899.211 người, mật độ là 897,21 người/km².
Kendal được chia thành các phó huyện/xã: Boja, Brangsong, Cepiring, Gemuh, Kaliwungu, Kaliwungu Selatan, Kangkung, Kendal, Limbangan, Ngampel, Pagerruyung, Patean, Patebon, Pegandon, Plantungan, Ringinarum, Rowosari, Singorojo, Sukorejo, Weleri.